# Hunerik
Hunerik, eller Honorik, död 23 december 484, var kung av Vandalriket i Nordafrika från sin far Geiseriks död år 477 till sin egen död. Under hans regeringstid fördes krig mot morerna som efter Geiseriks död anföll Vandalriket. Under Huneriks regeringstid förföljdes, liksom under många av de andra vandalkungarna, de icke arianska kristna. Hunerik efterträddes vid sin död av brorsonen Gunthamund.